# نقطة المدى

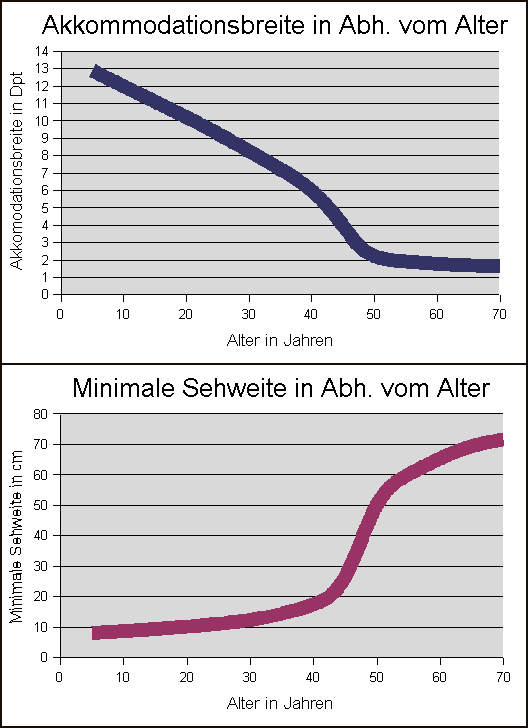

نقطة المدى أو النقطة القصوى (بالإنجليزية: Far point) هي في الإدراك البصري أبعد نقطة تكون صورتها واضحة على الشبكية بالنسبة لكائن عادي البصر في وضع مريح للعين (على طول المحور البصري للعين). توصف أحيانًا بأنها أبعد نقطة عن العين تكون فيها الصور واضحة.
بالنسبة للعين غير المتناظرة وغير المستقرة، تكون نقطة المدى عند اللانهاية، ولكن من أجل التطبيق العملي، تعتبر اللانهاية 6 أمتار لأن تغيير التكيف من 6 أمتار إلى اللانهاية لا يكاد يذكر. راجع حدة البصر أو مخطط سنيلين للحصول على تفاصيل حول رؤية 6/6 (م) أو 20/20 (قدم).
بالنسبة للعين قصيرة النظر غير المستقرة، فإن نقطة المدى أقرب من 6 أمتار. يعتمد ذلك على الخطأ الانكساري لعين الشخص.
بالنسبة للعين غير المصحوبة بفرط النشاط، يجب أن يتقارب الضوء الساقط قبل دخول العين حتى يتم التركيز على الشبكية. في هذه الحالة (العين شديدة التركيز)، تقع نقطة التركيز خلف الشبكية في الفضاء الافتراضي، بدلاً من شاشة الشبكية.
في بعض الأحيان يتم إعطاء نقطة المدى في الديوبتر، والتي تشير إلى معكوس المسافة المذكورة أعلاه (انظر قصر النظر البسيط). على سبيل المثال، يمكن للفرد الذي يمكنه الرؤية بوضوح حتى 50 سم أن يكون له نقطة بعيدة {\displaystyle {\frac {1}{50\ {\text{cm}}}}=2\ {\text{diopters}}} .

## تصحيح الرؤية
يمكن استخدام عدسة تصحيحية لتصحيح قصر النظر عن طريق تصوير شيء ما لا نهاية على صورة افتراضية في أقصى نقطة للمريض. وفقًا لصيغة العدسة الرقيقة، تكون الطاقة الضوئية P المطلوبة
{\displaystyle P\approx {\frac {1}{\infty }}-{\frac {1}{{\mathit {F}}P}}=-{\frac {1}{{\mathit {F}}P}}} ، 
حيث FP هي المسافة إلى أقصى نقطة للمريض. P سلبي، لأن العدسة المتباينة مطلوبة.
يمكن تحسين هذا الحساب من خلال مراعاة المسافة بين عدسة النظارات والعين البشرية، والتي عادة ما تكون حوالي 1.5 سم:
{\displaystyle P=-{\frac {1}{{\mathit {FP}}-0.015\;{\text{m}}}}} .
على سبيل المثال ، إذا كان لدى الشخص FP = 30 cm ، فإن الطاقة الضوئية اللازمة هي P = −3.51 diopters حيث يكون الديوبتر متبادل متر واحد.